# وينفريد كاميرون
وينفريد كاميرون (بالإنجليزية: Winifred Sawtell Cameron)‏ هي عالمة فلك أمريكية، ولدت في 3 ديسمبر 1918 في أوك بارك في الولايات المتحدة، وتوفيت في 29 مارس 2016 في Lehigh Acres, Florida ‏ في الولايات المتحدة.